# Paperino e la ruota
Paperino e la ruota (Donald and the Wheel) un film del 1961 diretto da Hamilton Luske. È un cortometraggio animato della serie Donald Duck, prodotto dalla Walt Disney Productions, uscito negli Stati Uniti il 21 giugno 1961 e distribuito dalla Buena Vista Distribution.

## Trama
Gli spiriti del progresso aiutano Paperino preistorico a creare la ruota e, nelle epoche successive, a modificarla per creare nuovi veicoli, finché Paperino non ha un incidente. Gli spiriti allora riportano il tempo alla preistoria e fanno vedere al papero che le ruote sono ovunque, spiegandogli che farà una grande invenzione. Paperino però decide di andarsene e di arrangiarsi senza l'uso della ruota.